# رضا رضایی پایور
رضا رضایی پایور (زادهٔ اردیبهشت ۱۳۳۷ در تهران)، خواننده، مدرس آواز، نوازندهٔ تمبک و خوشنویس اهل ایران است.

## زندگی‌نامه
رضا رضایی پایور ساز تمبک را نزد محمد اسماعیلی آموخته و آواز را نزد شاپور رحیمی و رجبعلی امیری فلاح فراگرفته است.
این خواننده موسیقی ایرانی تاکنون آلبوم‌هایی را با آهنگسازی هنرمندانی چون محمدجواد ضرابیان و حسین پرنیا خوانده که از جمله آنها می‌توان به خرقه سوخته و حدیث عشق به آهنگسازی ضرابیان و نقش ماندگار و اشک‌های کویر به آهنگسازی حسین پرنیا اشاره کرد. تا کنون و در طول سه دهه اخیر، اجراهای زیادی از وی در رادیو و تلویزیون به ثبت رسیده‌است.
وی همچنین در نخستین شب آواز ایرانی و ششمین نشست تخصصی آموزشی آیین آواز جزو استادان مدعو (میهمانان ویژه) بوده و به اجرای آواز پرداخته‌است.

## ارائه آلبوم مشترک با ایرج بسطامی
حال آشفته نام یک آلبوم موسیقی با صدای رضایی پایور و ایرج بسطامی و اجرای گروه همایون است که در سبک سنتی با آهنگسازی و تنظیم حسین پرنیا تهیه شده و دارای ۸ آهنگ است. این آلبوم در دستگاه‌های شور و سه گاه اجرا شده‌است.